# Tibidabo
El Tibidabo es, con 512 metros sobre el nivel del mar, el pico más alto de la sierra de Collserola, en el municipio de Barcelona. Es popular por sus vistas sobre la ciudad y por sus espacios naturales, que son usados con fines recreativos.

## Historia
La colina del Tibidabo comenzó a ser urbanizada a finales del siglo XIX, por iniciativa del doctor Salvador Andreu. A principios del siglo XX se abrió la avenida del Tibidabo, que rápidamente se convirtió en zona de la clase alta barcelonesa, urbanizándose con bellos edificios de estilo modernista construidos por los mejores arquitectos de la época.
En 1901 se inauguró el Tranvía Azul, que transcurría a lo largo de esta avenida hasta el pie del funicular que sube a cima de la montaña. Durante noventa años, sus vías fueron de las pocas que usaban el ancho internacional en España —1.435 mm, por los 1.668 mm del ancho ibérico—, hasta que su empleo aumentó a finales del siglo XX con la construcción de la red de alta velocidad ferroviaria.

## Toponimia

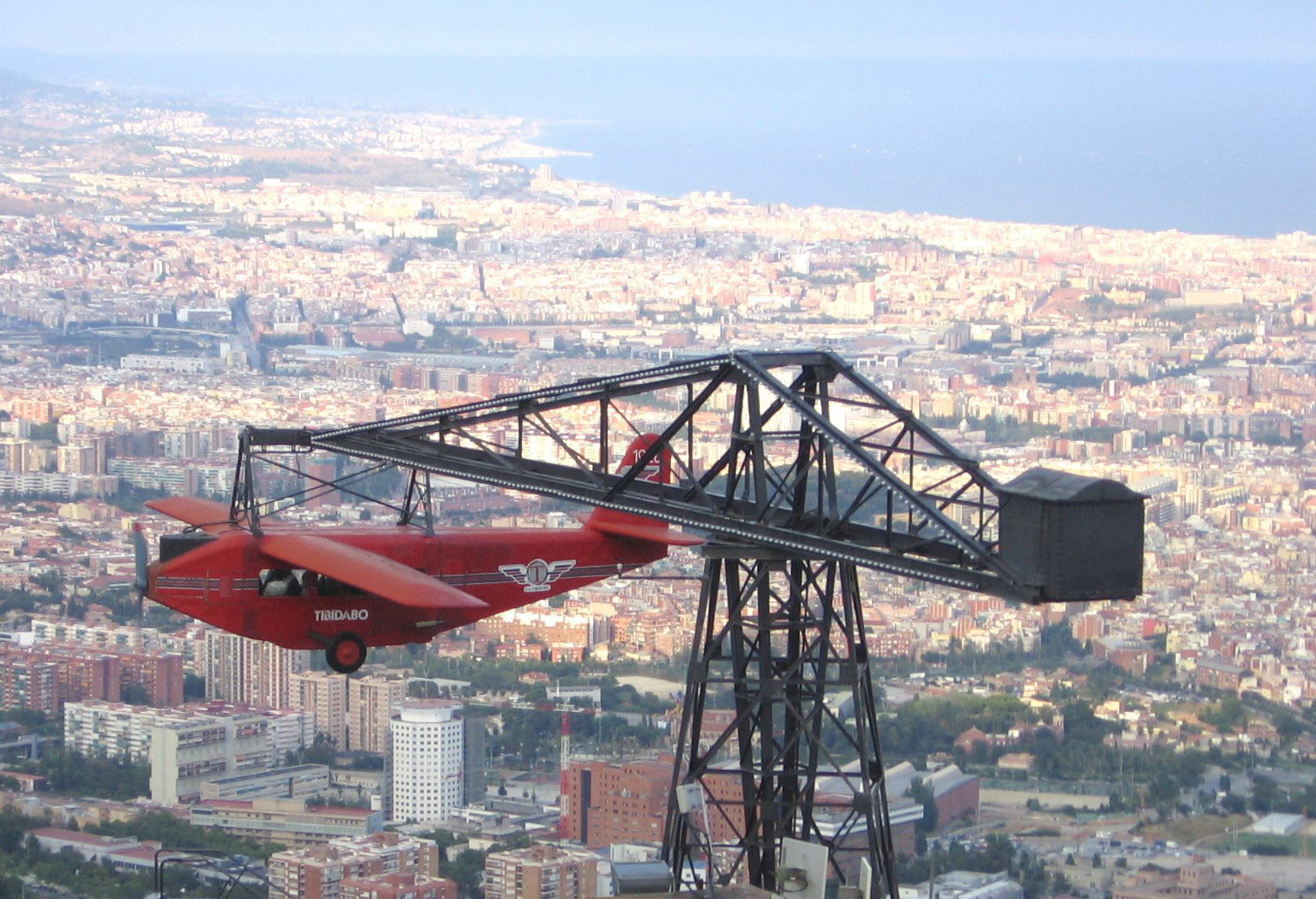
Barcelona vista desde el Tibidabo.

Antiguamente el nombre era Puig de l'Àliga (cerro del águila). El origen del topónimo Tibidabo es incierto, pero parece ser de la misma época que otros topónimos religiosos de Barcelona, como El Valle de Hebrón (valle de Hebrón) y el Monte Carmelo. «Tibi dābō», que en latín significa «te daré», proviene de unos versículos de la Biblia Vulgata:
- "…et dīxit illī haec tibi omnia dābō si cadens adōrāveris mē".[4] — "Y le dijo: Todo esto te daré si te postras y me adoras" (Mateo 4:9);

- "…et ait eī tibi dābō potestatem hanc universam et glōriam illōrum quia mihi tradita sunt et cuī volō dō illa".[5] — "Y le dijo el diablo: Te daré todo el poder y la gloria de estos reinos, porque a mí me ha sido entregado y se lo doy a quien quiero." (Lucas 4:6).

Estas frases las dice el diablo a Jesús desde una gran altura, mostrándole los reinos de la Tierra. El nombre del Tibidabo parece ser una referencia a esta vista. En una de las vidrieras de la iglesia se puede contemplar esta escena.

## Edificaciones de la cima

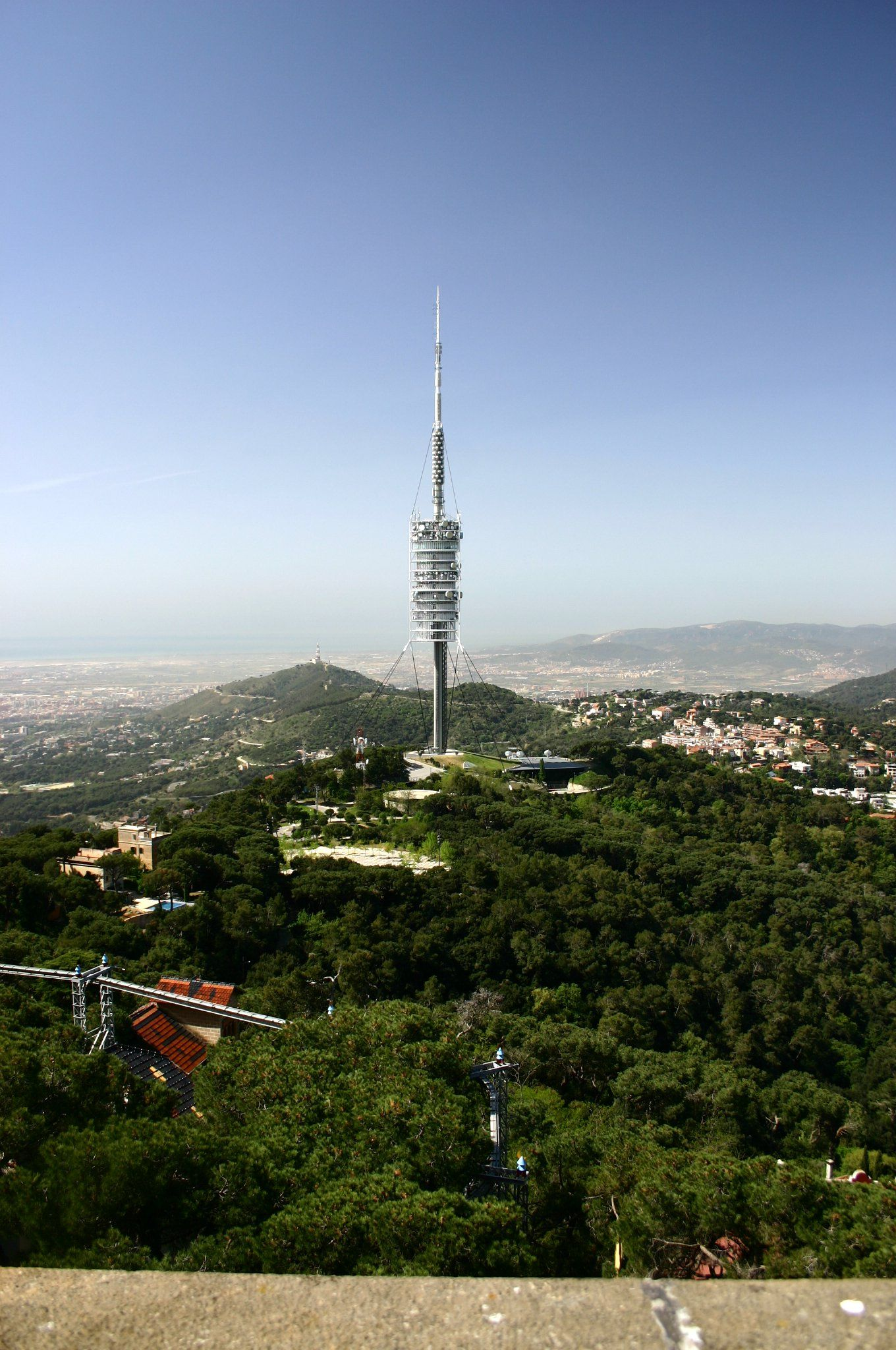
Torre de Collserola.

En la cima del Tibidabo se encuentran varios edificios, entre los que destaca el Templo Expiatorio del Sagrado Corazón. Esta iglesia, debido a su diseño y su ubicación en lo alto de la montaña, y por supuesto su nombre, recuerdan a la Basílica del Sacré Cœur del barrio parisino de Montmartre.
El Parque de Atracciones Tibidabo data de 1901 y eso lo convierte en un referente histórico de la ciudad, ya que es el parque de atracciones operativo más antiguo de España y el tercero operativo más antiguo de Europa. 
La Torre de Collserola, una moderna antena de telecomunicaciones diseñada por Norman Foster e inaugurada en 1992 con motivo de los Juegos Olímpicos de Barcelona 1992, y que cuenta con un mirador en su cima. Tiene 268 m de altura y está situada en el turó de Vilana (Vallvidrera).
El pabellón de Ràdio Barcelona, pequeña obra racionalista construida entre 1926 y 1929 por el arquitecto Nicolás María Rubió y Tudurí. Constituye el primer ejemplo de racionalismo arquitectónico y la primera emisora de radio que funcionó en España.
El Gran Hotel La Florida, de color blanco y visible por toda Barcelona, inspirado en la arquitectura americana de los años veinte. Construido en 1925 por el arquitecto Ramón Reventós, con pinturas en su interior de Joan Trujols.
La Torre Pastor de Cruïlles, edificio inspirado en la arquitectura tradicional, proyectado por el arquitecto Josep Puig i Cadafalch en 1908. De color gris oscuro y una torre cuadrada en una de sus esquinas (al lado de la carretera).
La Torre de les Aigües de Dos Rius, según un proyecto del arquitecto Josep Amargós de 1905, de inspiración renacentista. Es cilíndrica, de ladrillo y piedra natural coronado por una cúpula semiesférica que contiene el depósito de agua, de 200 m³. Su altura 53 m. Se construyó para abastecer de agua la colonia del Dr. Andreu. Está en el catálogo del Patrimonio Arquitectónico de Barcelona.

## Otros edificios a destacar en la montaña

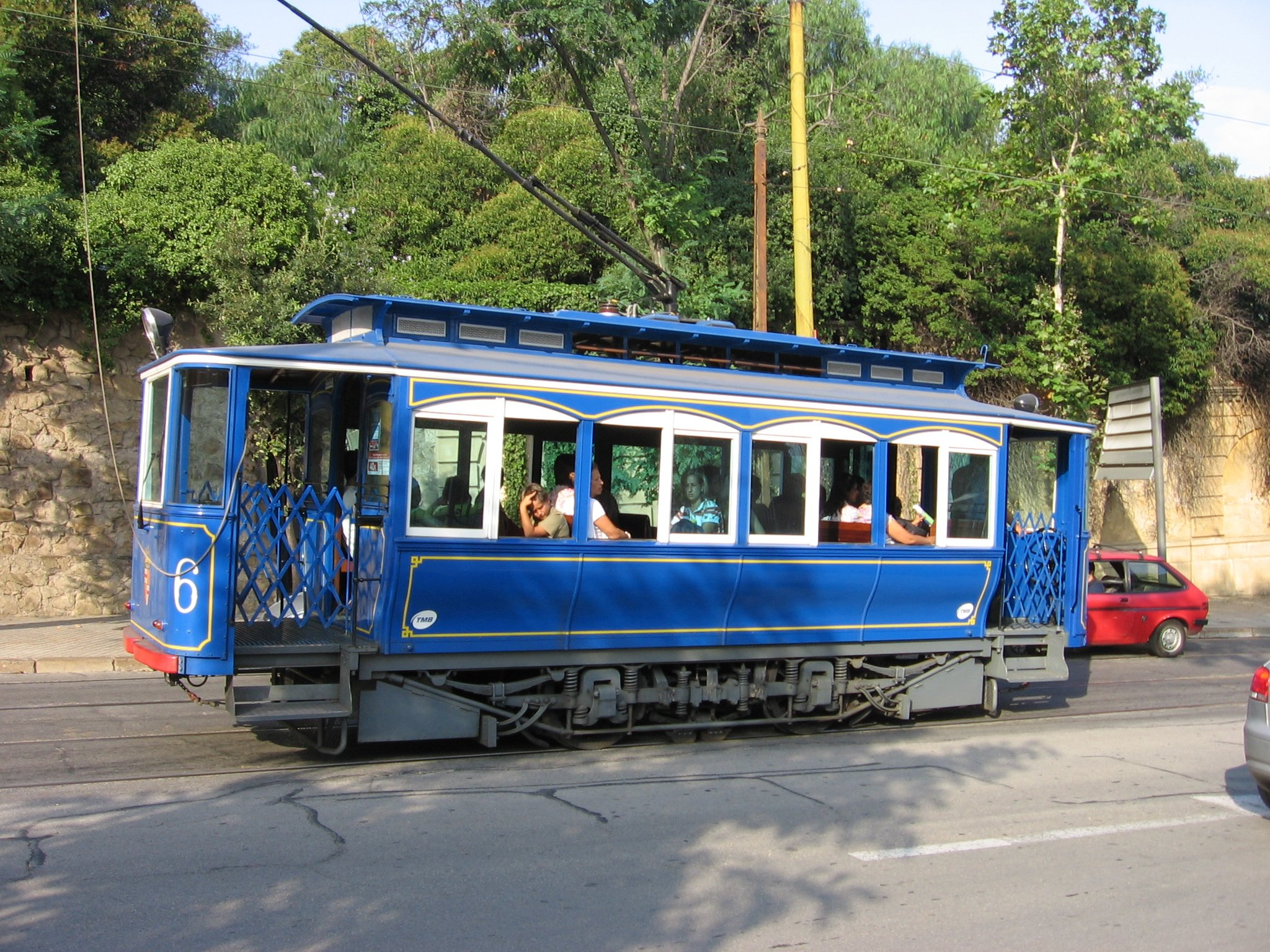
El famoso Tranvía Azul del Tibidabo.

El Observatorio Fabra, obra de 1902-1904 del arquitecto José Doménech y Estapá. Se yuxtapone un cuerpo de planta octagonal y una planta rectangular. El cuerpo octogonal está coronado por una cúpula giratoria de plancha de hierro plateado que alberga un telescopio. Una silueta que forma parte del paisaje de Barcelona. Se construyó gracias a los donativos de un mecenas, el marqués de Alella —Camil Fabra i Fontanyills— que en el año 1900 pagó buena parte del presupuesto. El primer director fue José Comas y Solá (periodo 1904 a 1937) que descubrió 11 asteroides, uno de los cuales bautizó como Barcelona y otro como "Hispania", descubierto en su casa de la Vía Augusta que todavía se conserva. El observatorio ha participado en proyectos internacionales como el seguimiento del cometa Halley.
No es un edificio, pero hay que mencionar el pequeño pantano de Vallvidrera cuyo proyecto es de Elías Rogent e inaugurado en 1864. Está recientemente restaurado y se encuentra cerca de la primitiva ermita románica de Santa María de Vallvidrera (citada por primera vez el año 987). Se diseñó para abastecer de agua el barrio de Sarrià de Barcelona. 
También hay que mencionar Villa Joana, lugar donde murió el 10 de junio de 1902 el escritor Jacinto Verdaguer, en un paraje rodeado de bosques y situada al lado del Centro de Información del Parque de Collserola.
En la falda del Tibidabo se encuentra emplazado el Museo de la Ciencia de Barcelona, antiguo asilo para ciegos Amparo de Santa Lucía, obra de José Doménech y Estapá. A su lado destaca el Convento de Valldonzella, de Bernardí Martorell (1910-1919), templo de estilo neogótico con influencia gaudiniana. Otros edificios destacados de la zona son: La Rotonda, de Adolf Ruiz i Casamitjana; la Casa Roviralta (conocida como "Frare Blanc"), Casa Casacuberta y Casa Fornells, de Juan Rubió; la Casa Muntadas, de Josep Puig i Cadafalch; y la Casa Arnús (conocida como "El Pinar"), de Enric Sagnier.
| Edificios destacados.            | Edificios destacados.                          | Edificios destacados.                    | Edificios destacados. |
| -------------------------------- | ---------------------------------------------- | ---------------------------------------- | --------------------- |
|                                  |                                                |                                          |                       |
| Casa Casacuberta, de Juan Rubió. | Casa Roviralta ("Frare Blanc"), de Juan Rubió. | Casa Arnús (El Pinar), de Enric Sagnier. |                       |

## Templo Expiatorio del Sagrado Corazón de Jesús

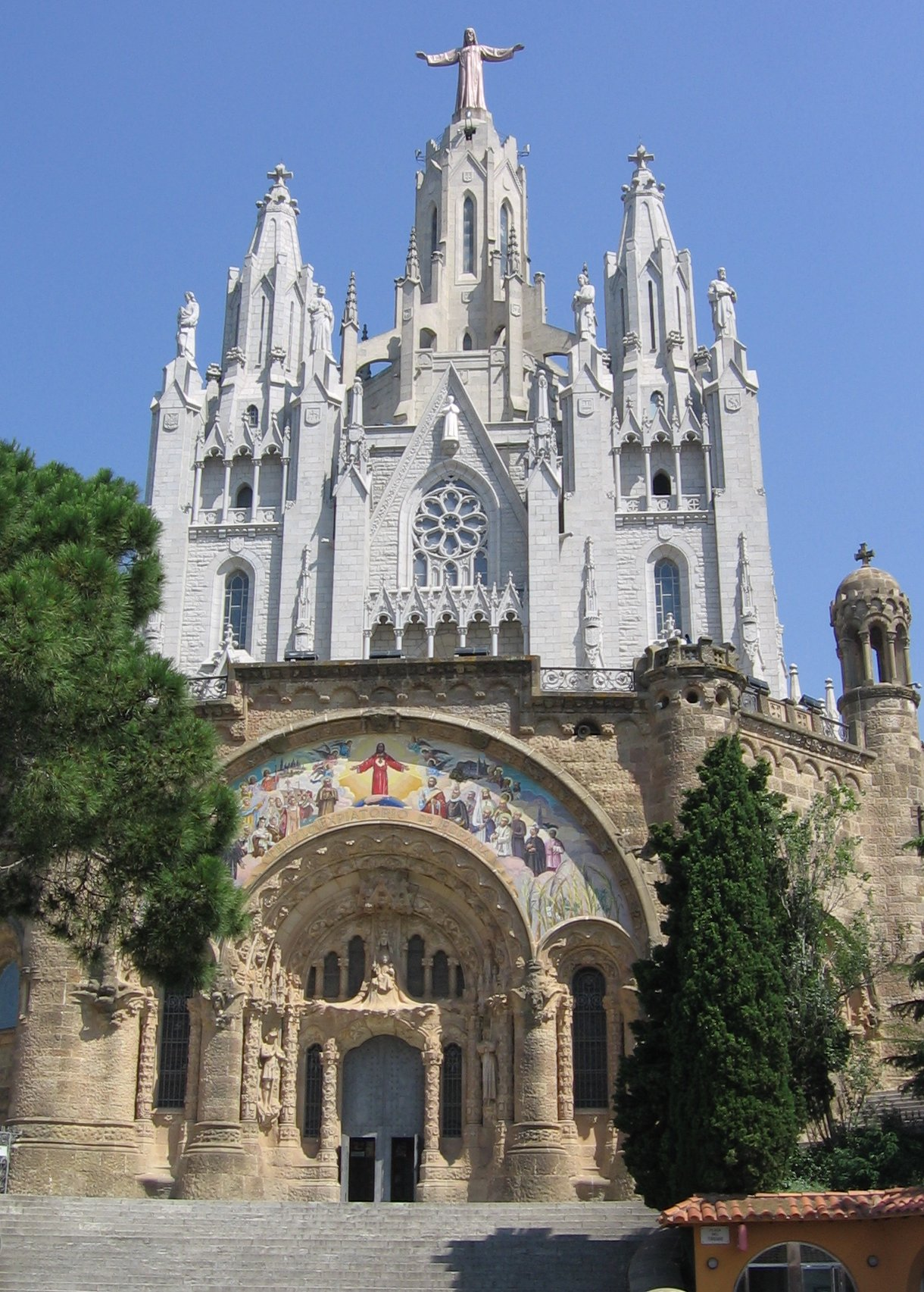
Templo Expiatorio del Sagrado Corazón.

El Templo Expiatorio del Sagrado Corazón es obra del arquitecto modernista Enric Sagnier, acabado por su hijo Josep Maria Sagnier i Vidal. Su construcción empezó el 28 de diciembre de 1902 y acabó en 1961. Por este trabajo el papa Pío XI le dio el título de marqués a Enric Sagnier en 1923. Antes se construyó una pequeña capilla, que aún existe junto al templo, levantada en 1886 para conmemorar la visita de San Juan Bosco a Barcelona, a quien regalaron el terreno de la cumbre. Actualmente el templo pertenece a la Congregación Salesiana. 
Hay que distinguir tres partes claramente: 
- La cripta edificada con piedra de color marrón, basta, pesada.
- La iglesia encima de la cripta con piedra pulida de color gris de Gerona.
- La imagen de cobre en la parte superior.

Tres partes, para una explicación simbólica de purificación: pecado en el valle a los pies del edificio; una cripta pesada y fortificada con arcos bizantinos, símbolos terrenales; un templo gótico ágil, purificado, ordenado, pulido, sencillo y, por encima, más puro aún, el cobre de la imagen del Sagrado Corazón con los brazos abiertos como puente entre el cielo y la tierra.

### La cripta exterior
La cripta tiene dos entradas:
- Una puerta lateral (mirando el edificio en el lado izquierdo) que lleva a la tienda de souvenirs, la cripta y al ascensor que sube al mirador superior (donde están los doce apóstoles de color gris como la iglesia, tres en cada esquina), un viaje en ascensor (hasta los 539 m) que vale la pena si es un día claro.

- La puerta principal con una ancha escalinata a sus pies.

En la fachada de la cripta veremos muchos detalles. Nos podemos fijar en los capiteles de los arcos, que son las imágenes de los cuatro evangelistas: león, el buey, el ángel y el águila.
Tenemos una escultura preciosa en uno de los laterales de la puerta principal, en la base del arco central, de San Jorge con armadura, el vencedor de la lucha con el dragón a sus pies y todo un símbolo para todos los catalanes que celebran una fiesta popular cada año en el 23 de abril regalando una rosa y un libro a su pareja, familiares y amigos. Al otro lado de la puerta, al otro lado del arco, la estatua de Santiago, patrón de España. 
Por encima de las puertas y de los arcos un friso de mosaico, también con su historia, sus personajes y sus símbolos.

### El templo exterior
A ambos lados de la puerta principal de la cripta tenemos dos escaleras anchas y circulares que llevan a la terraza superior (también se puede subir con ascensor). Si subimos por la de la derecha, nos conduce a la diminuta ermita primitiva (data de 1886), costeada por la dama barcelonesa Dorotea de Chopitea, en el punto más alto de la montaña, con una imagen del Sagrado Corazón en su interior , así como a la primera terraza (518 m.), con unas buenas vistas sobre Barcelona, el mar, la entrada principal de la cripta y el Parque de Atracciones.

### Terraza superior
Se accede con el ascensor y es la última parada. La planta de la edificación es cuadrada y en cada esquina hay tres apóstoles. Permite dar una vuelta alrededor del templo, ver la espalda a los 12 apóstoles (los cuatro de las esquinas no se ven) y acceder a la escalera que lleva al mirador superior, primero por una escalera exterior y después por una interior.

## Parque de Atracciones Tibidabo

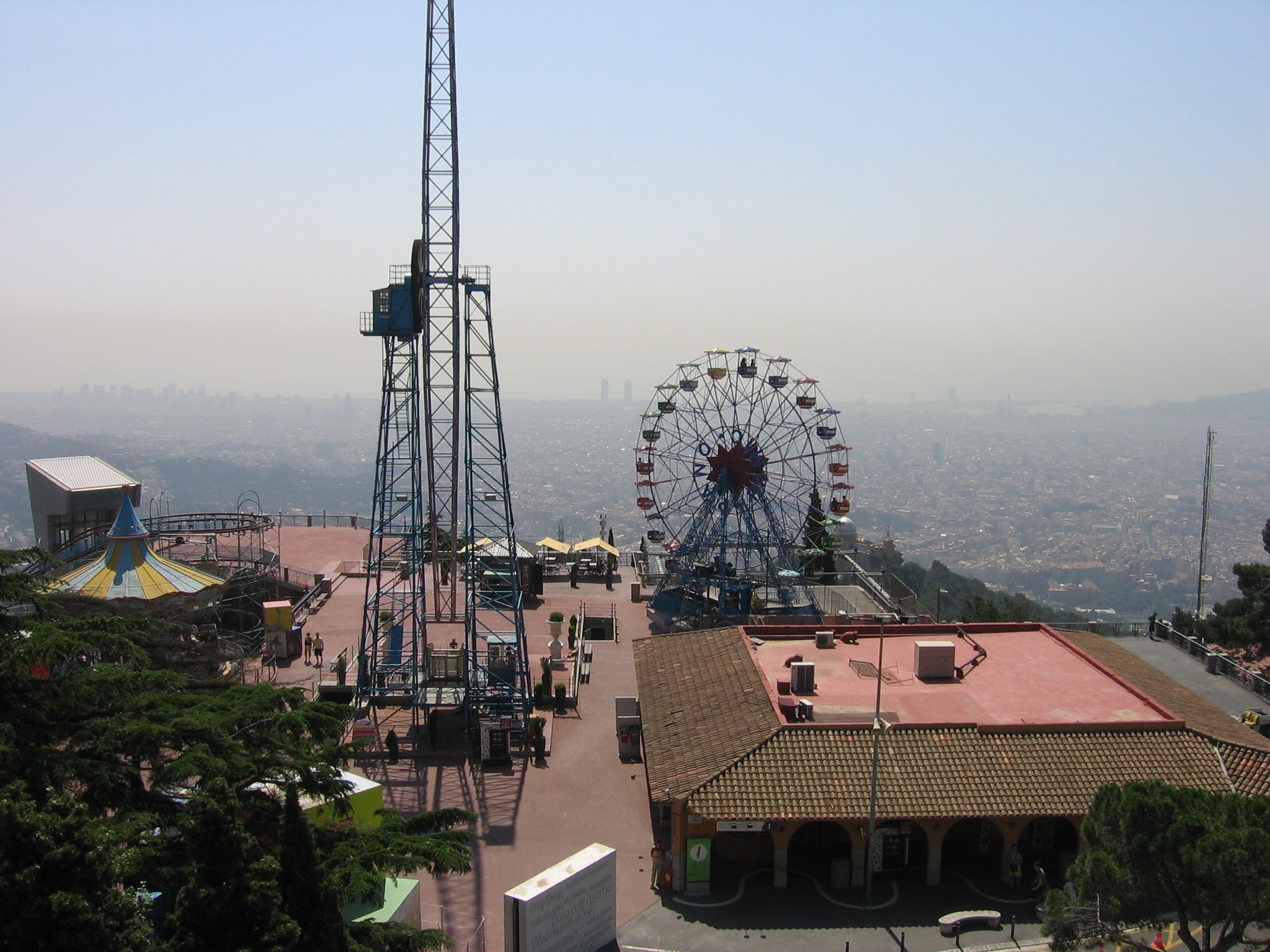
Parque de atracciones del Tibidabo.

El Parque de Atracciones Tibidabo es el parque de atracciones más antiguo de España, el segundo más antiguo de Europa y el parque centenario e histórico de la ciudad de Barcelona, donde se puede disfrutar de más de 25 atracciones: desde las más emblemáticas como L'Avió (uno de los primeros simuladores de vuelo y propulsado por su propia hélice), la Talaia (atracción inaugurada el 18 de diciembre de 1921) y el Museo de Autómatas (acoge una colección de autómatas de finales del siglo XIX hasta inicio del siglo XX, con piezas representativas de diferentes tradiciones culturales) o el Dididado (primer cine en 4D de Cataluña), la Muntanya Russa (atracción inaugurada a finales del año 2008 y única en Europa), así como el Miramiralls (atracción galardonada con el premio FAD de arquitectura).
En el año 2007 se produjo la apertura del Camí del Cel y desde entonces se han realizado diferentes actuaciones como la rehabilitación de la atracción Edifici Cel (atracción donde se proyecta el documental Cien años pasan volando, de 12 minutos de duración, que vincula la historia del Tibidabo con la historia de Barcelona).
Durante la temporada 2010 también se presentaron diferentes novedades, entre las cuales destacan la ampliación de los caminos de la zona del Camí del Cel, la Plaça dels Somnis, el Marionetarium realiza su espectáculo y dos salas de lactancia.

## Opciones para ascender
Se puede ascender al Tibidabo en vehículo privado y en transporte público: autobús, el popular Tranvía Azul o el funicular, inaugurados en 1901.
Para coger el funicular, se ha de abordar el tranvía azul desde la plaza de John Kennedy, ir hasta la plaza del Funicular y, más tarde, abordar el mismo funicular que lleva al Tibidabo. También hay otro acceso, que consiste en abordar los FGC, ir hasta el Peu del Funicular, abordar el Funicular de Vallvidrera y luego el Bus del Barri "111".
Para ir en transporte público directo, desde Plaza Cataluña sale el autobús "T2A", y desde enfrente del parking de San Ginés (en El Valle de Hebrón) sale el autobús "T2B". Ambos finalizan el recorrido en una de las entradas del parque de atracciones (cerca del Gran Hotel La Florida).